# Géographie des Yvelines
La géographie des Yvelines ne se distingue pas fondamentalement de celle de l'Île-de-France et plus largement du Bassin parisien, qui est une vaste plaine sédimentaire. Elle se caractérise cependant, comme celle des autres départements de la grande couronne parisienne par l'importance de l'espace rural.
Les limites du département, purement historiques et administratives, ne correspondent à aucune limite naturelle, sauf, très partiellement, le cours de la Seine (avec le Val-d'Oise et les Hauts-de-Seine) et de l'Epte (avec l'Eure).

Les Yvelines dans l'Île-de-France.

## Situation
Le département des Yvelines, partie sud-ouest de l'ancienne Seine-et-Oise, fait partie de la région Île-de-France. Limitrophe des départements du Val-d'Oise au nord, des Hauts-de-Seine à l'est, de l'Essonne au sud-est, d'Eure-et-Loir au sud-ouest et de l'Eure à l'ouest, il fait la transition entre le centre de l'agglomération parisienne d'une part et la Normandie vers l'ouest et la région Centre-Val de Loire vers le sud-ouest.
C'est un département relativement petit, dont la forme générale est approximativement celle d'un triangle allongé dont la base est au nord et la pointe au sud. Il s'étend sur environ 56 kilomètres d'est en ouest et 72 kilomètres du nord au sud. Les points extrêmes sont au nord : Gommecourt (latitude 49° 05′ 06″ N), au sud : Allainville (latitude 48° 26′ 19″ N), à l'est : Houilles (longitude 2° 12′ 20″ E) et à l'ouest, Blaru (longitude 1° 26′ 46″ E).
Sa superficie est égale à 2 284 km2, soit 0,4 % environ de celle de la France métropolitaine (543 965 km2). Il représente, en superficie, environ 45 % de l'ancienne Seine-et-Oise et 18 % de la région Île-de-France actuelle. C'est le 91e département français par la superficie.

## Géographie physique

### Géologie

#### Les couches sédimentaires
La structure géologique des Yvelines s'insère dans celle de l'Île-de-France et plus généralement du Bassin parisien, vaste cuvette sédimentaire, approximativement centrée sur Paris. Elle est formée d'un empilement, de couches sédimentaires de l'ère tertiaire, alternant calcaires, marnes, sables et argiles. Ces couches reposent sur un socle épais de craie du Crétacé supérieur qui affleure rarement sauf sur les versants de certaines vallées. Les sédiments tertiaires ont été fortement érodés par les cours d'eau, principalement la Seine, et remplacés dans le fond des vallées par des alluvions quaternaires. Sur les plateaux d'importants dépôts éoliens de lœss ont donné naissance à de riches sols agricoles.
Les couches dures, marno-calcaires résistant mieux à l'érosion ont donné naissance à des plates-formes structurales, légèrement inclinées, qui structurent le paysage. Dans le sud des Yvelines, la plate-forme structurale du calcaire de Beauce (Stampien) domine la région de Rambouillet et disparaît progressivement dans la partie nord où elle apparaît encore dans les hauteurs de la forêt de Marly et du plateau des Alluets, et sous forme de buttes-témoins sur la rive nord de la Seine. Elle laisse la place vers le nord à la surface structurale du calcaire lutétien (Lutétien). Dans les zones de transition apparaissent les sables de Fontainebleau (Stampien).
Ces couches ont subi le contrecoup des plissements alpins et formé un léger plissement d'axe sud-est - nord-ouest.
Au Quaternaire, lors des phases de glaciations, les méandres de la Seine ont érodé les alluvions anciennes, formant de hautes terrasses alluviales, notamment dans les boucles de Saint-Germain et de Moisson.

#### Les ressources du sous-sol

##### Les carrières
Grâce à la variété des roches qui forment leur sous-sol, les Yvelines sont situées pour partie dans une zone de carrières, notamment dans la vallée de la Seine. La toponymie en témoigne : Carrières-sur-Seine, Carrières-sous-Bois (hameau du Mesnil-le-Roi), Carrières-sous-Poissy. Dans les Yvelines cent communes sont concernées par ces carrières.
Celles-ci ont été creusées pour différents besoins :
- pour l'agriculture, besoins liés à l'amendement des sols. On allait chercher en profondeur des matériaux absents en surface pour améliorer les terrains cultivés, soit pour alléger les sols en y ajoutant du sable ou inversement pour retenir l'eau en surface en étoffant la structure de terrains sableux avec des argiles ou des marnes[7].

- pour l'industrie :

D'importantes carrières de pierres calcaires et de marnes ont été exploitées à Guerville, Limay, Juziers, Guitrancourt… pour alimenter les cimenteries de Gargenville (toujours en exploitation par Ciments Calcia, groupe Italcementi) et de Guerville (fermée). La carrière de Guitrancourt est toujours en activité. Des projets d'extension de cette exploitation dans le plateau du Vexin (communes de Sailly, Brueil-en-Vexin, Guitrancourt et Fontenay-Saint-Père, ont été étudiés, soulevant une forte opposition locale.
Des carrières de craie (crayères) ont été exploitées jusqu'au milieu du XIXe siècle notamment à Bougival, Louveciennes et au Port-Marly. On en extrayait notamment le « blanc de Bougival », analogue au « blanc de Meudon », une marne utilisée comme pigment en peinture.
- pour la construction et les travaux publics :

De nombreuses carrières de pierre à bâtir, creusées notamment dans le banc du calcaire lutétien, ont été exploitées dans la vallée de la Seine et dans celle de la Mauldre, en particulier à Carrières-sur-Seine, Poissy, Carrières-sous-Poissy, Conflans-Sainte-Honorine. Ces carrières ont souvent été converties par la suite en champignonnières et sont aujourd'hui généralement fermées.
Des carrières de pierres meulières ont été exploitées en divers points du territoire, notamment au lieu-dit « les Flambertins » dans la commune de Crespières, et par exemple à la carrière des Maréchaux située à Senlisse, fermée en 1930 ou la carrière de la Revanche à Trappes. Cette pierre, qui servait à l'origine à la fabrication de meules, a beaucoup servi pour la construction dans la première moitié du XXe siècle.
Le gypse, servant à la production du plâtre, a été exploité dès le XVIIIe siècle dans le massif de l'Hautil, notamment à partir de Vaux-sur-Seine. Les carrières sont fermées mais le risque lié au fontis est toujours présent dans la forêt.
Les sablières et gravières ont été nombreuses dans les couches alluviales du fond de la vallée de la Seine. Certaines sont encore en exploitation, notamment à Guernes (Compagnie des sablières de la Seine, groupe Lafarge). Les anciennes exploitations ont été comblées par des déchets inertes ou souvent conservées pour former des plans d'eau à divers usages : conservation de milieux aquatiques, bases de loisirs, ports de plaisance ou comme bassin d'aviron (Mantes-la-Jolie).
L'argile a également été exploitée, notamment dans les glaisières de Limay. Dans tout le territoire les lieux-dits nommés « glaisière » ou « glisière » sont très répandus, témoignant d'une exploitation ancienne de la terre glaise pour la fabrication de poteries, briques et tuiles.

##### Les stockages souterrains d'hydrocarbures
Gaz de France exploite dans l'ouest des Yvelines deux sites de stockage de gaz naturel dans les couches profondes du sous-sol, à Beynes et Saint-Illiers-le-Bois. Ces stockages en nappe aquifère ont une capacité de 800 millions de m3 (Beynes profond), 473 (Beynes supérieur) et 1492 (Saint-Illiers-la-Ville).
Un stockage souterrain de propane liquéfié (GPL) existait à Gargenville (communes de Gargenville, Porcheville et Issou). Exploité jusqu'en 2007 sous le nom de Géovexin par le groupe Total, ce stockage dans une cavité creusée dans la craie à 140 mètres de profondeur avait une capacité de 130 000 m3.

### Un relief peu accidenté
Le relief des Yvelines est celui d'une plaine découpée par des vallées relativement marquées, d'une altitude moyenne de 150 mètres environ. Son point culminant, 200 mètres, se situe dans le bois des Frêneaux à Lainville-en-Vexin, à l'extrême nord du département, dans la bordure sud du Vexin français (toutefois une butte artificielle située à Élancourt atteint 231 mètres). Son point le plus bas, 9 mètres, est à Limetz-Villez, point le plus à l'ouest du cours de la Seine au point où elle quitte les Yvelines pour entrer dans l'Eure.

Paysages des Yvelines :
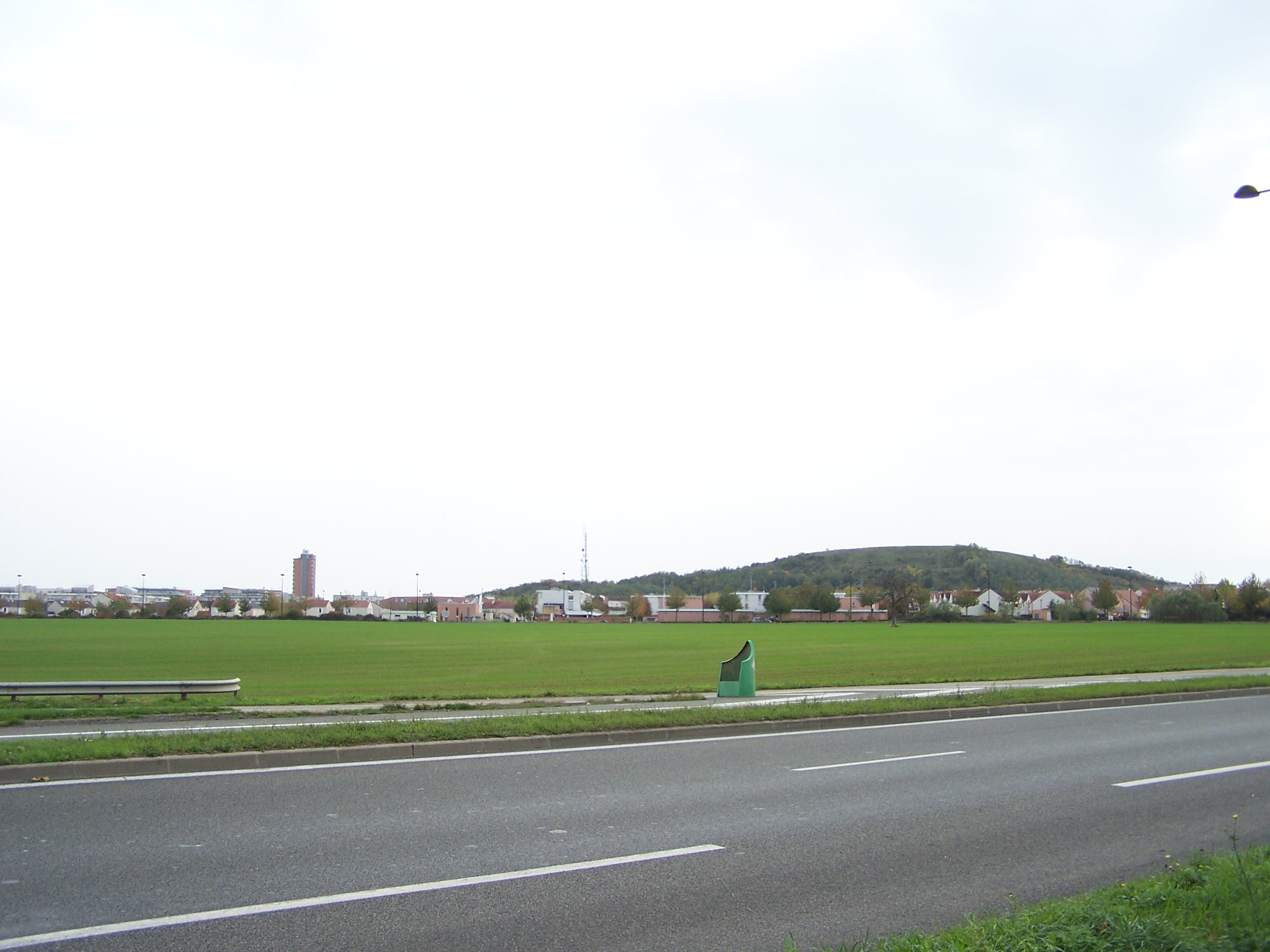
La colline de la Revanche à Élancourt (butte artificielle).
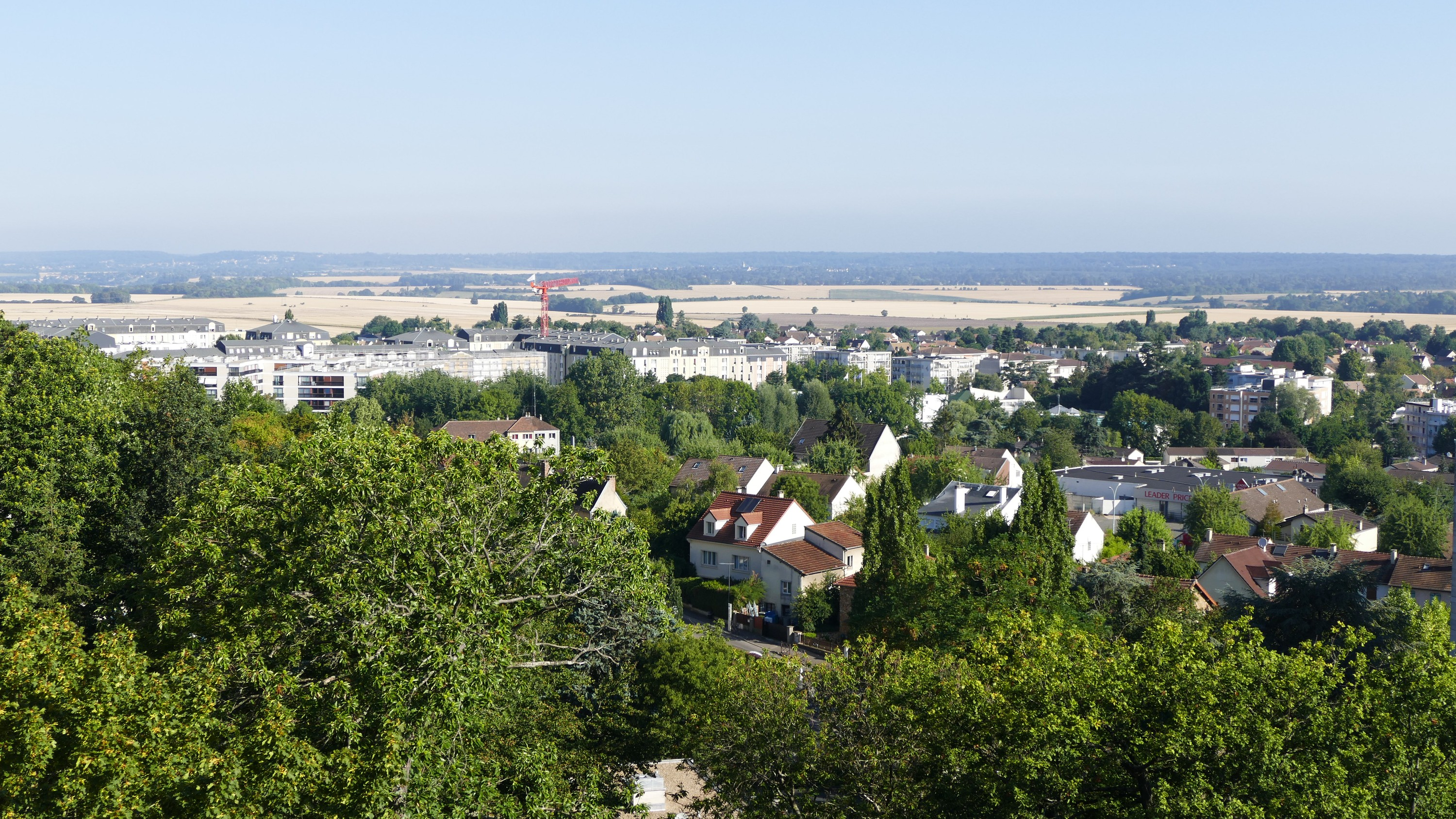
Fontenay-le-Fleury en plaine de Versailles.
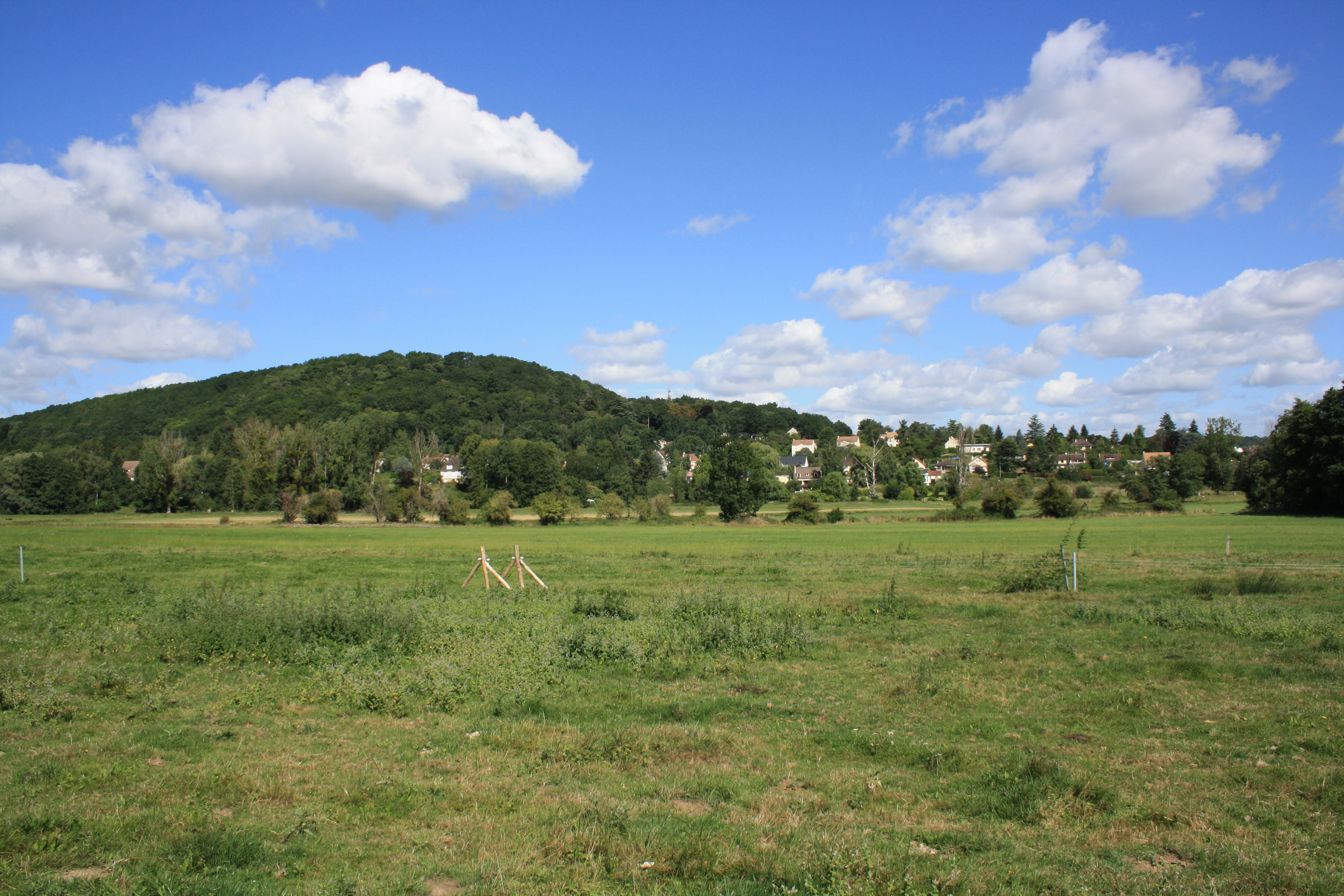
Saint-Rémy-lès-Chevreuse.

### Hydrographie

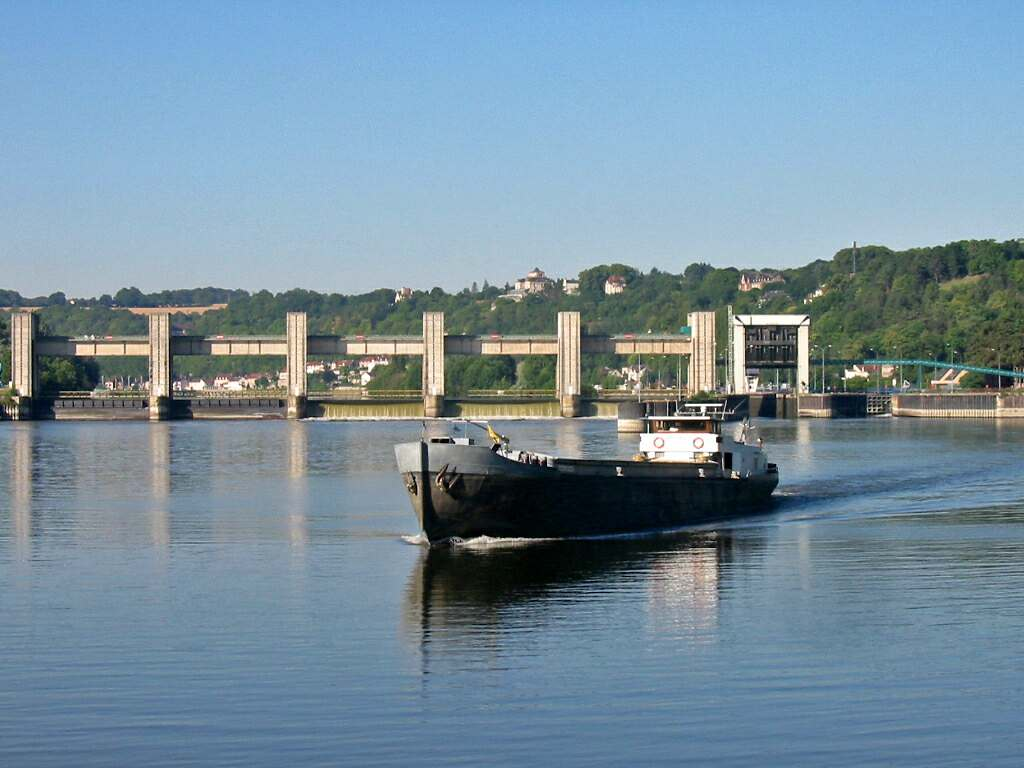
La Seine au barrage de Méricourt.

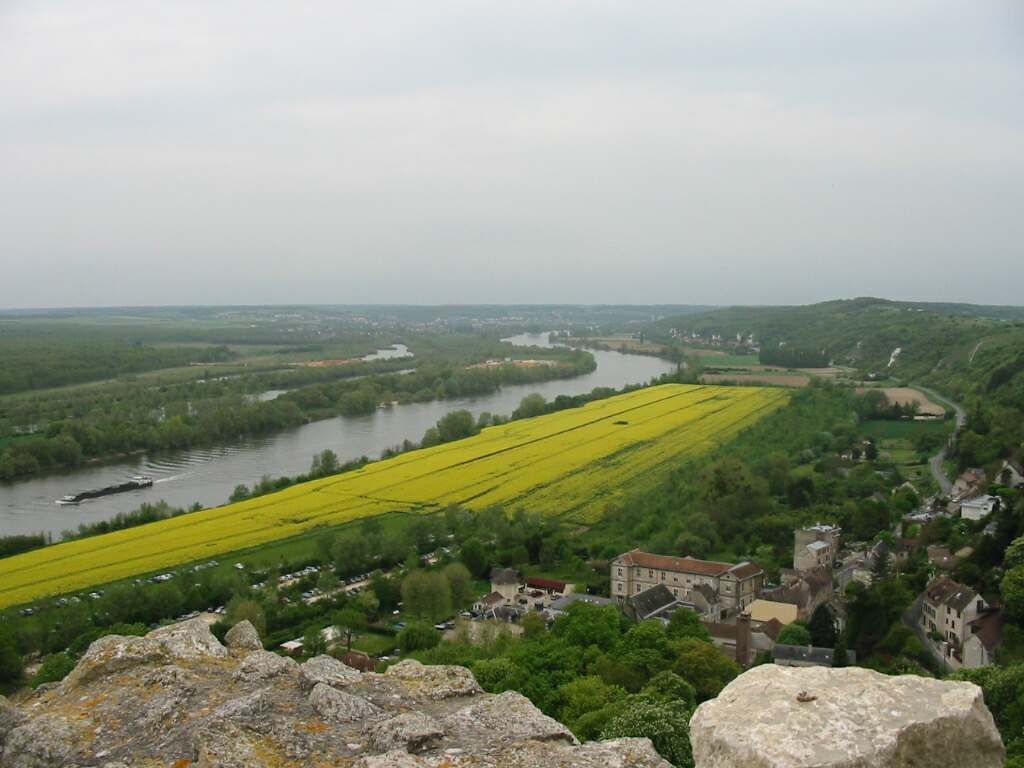
La Seine vue du donjon de la Roche-Guyon qui se trouve dans le Val-d'Oise (et pas dans les Yvelines).

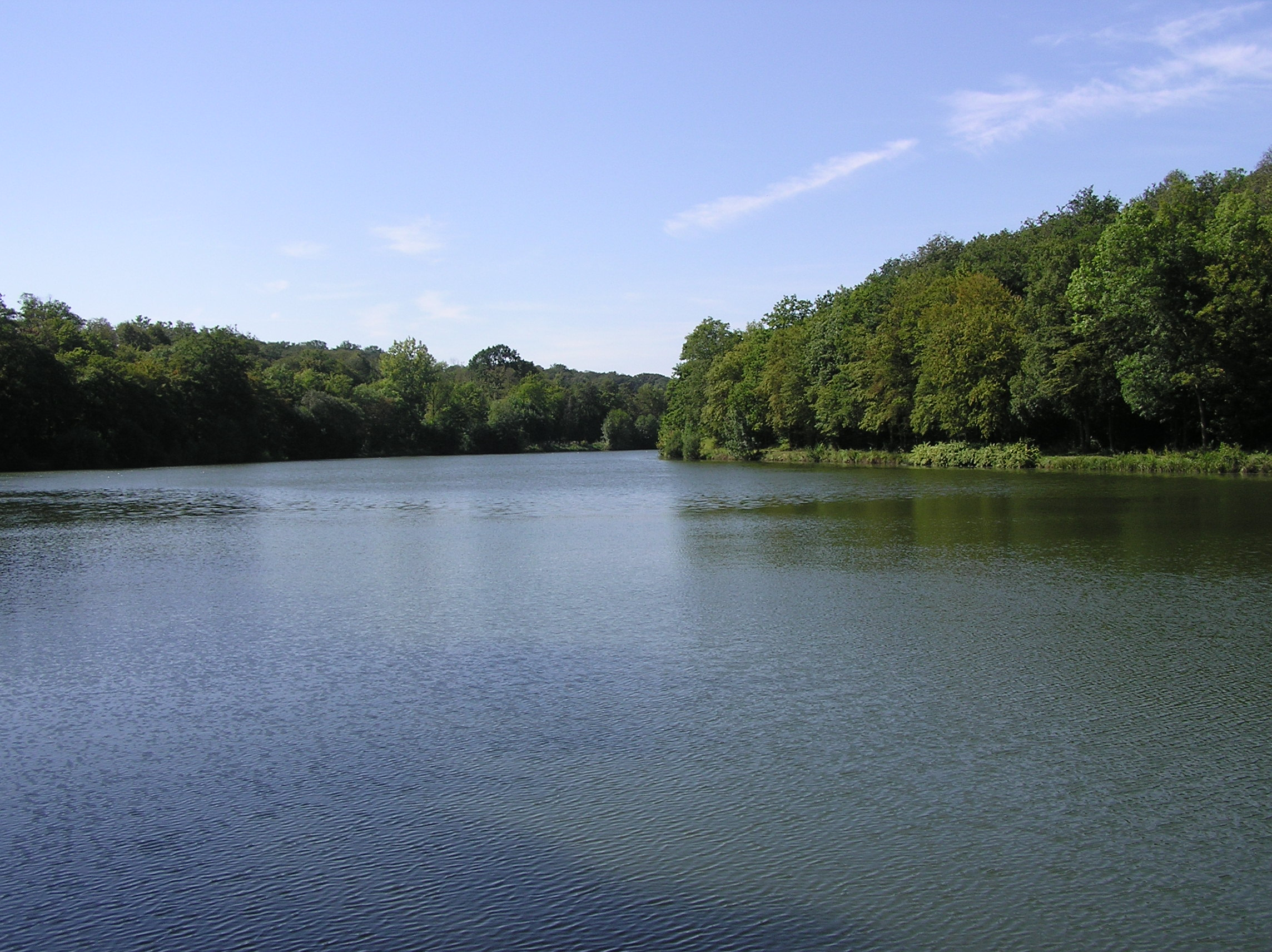
L'étang du Val-d'Or, l'un des étangs de La Minière à Guyancourt.

Le nord des Yvelines est traversé d'est en ouest par la Seine, dont la vallée est élargie par des méandres très marqués, dus à la très faible pente du cours du fleuve. Entre Carrières-sur-Seine et Limetz-Villez, la Seine s'étire sur environ cent kilomètres pour une distance à vol d'oiseau de cinquante kilomètres seulement; son niveau dans le bief de Chatou est de 25 mètres et dans le bief de Méricourt de 12 mètres, soit une différence de 13 mètres et une pente moyenne d'environ 0,13 millimètre par mètre. Les méandres les plus marqués sont la boucle de Montesson, ancienne zone de cultures maraîchères très largement urbanisée, celle de Saint-Germain-en-Laye qui enserre la forêt du même nom et celle de Moisson à l'ouest entre Mantes-la-Jolie et Bonnières-sur-Seine. Dans son parcours yvelinois, le cours du fleuve est régulé par plusieurs barrages, situés à Chatou, Bougival, Andrésy et Méricourt.
L'Oise qui se jette dans la Seine à Conflans-Sainte-Honorine parcourt seulement 2,5 kilomètres dans le département, entre les communes de Maurecourt et de Conflans-Sainte-Honorine.
De nombreuses petites rivières, dont beaucoup prennent leur source dans le massif de Rambouillet, irriguent le département avant de rejoindre la Seine directement ou non.
Principales rivières des Yvelines :
- au nord de la Seine (rive droite) : la Montcient et l'Aubette de Meulan qui se rejoignent à Hardricourt juste avant de déboucher dans la Seine, l'Epte (qui marque la limite avec le département de l'Eure),
- au sud de la Seine (rive gauche) : la Bièvre, l'Orge, l'Yvette et la Rémarde (affluents de l'Orge), la Mauldre, la Vaucouleurs, la Drouette et la Vesgre (affluents de l'Eure).

Il existe relativement peu d'étendues d'eaux dormantes, les principales sont l'étang de Saint-Quentin (250 hectares) et les étangs de Hollande, dans le secteur de Rambouillet, aménagés au XVIIe siècle pour contribuer à l'alimentation en eau du parc de Versailles.
Le long de la Seine, de nombreux plans d'eau ont été aménagés dans d'anciennes exploitations de sablières. On peut citer notamment l'étang de la Galliote à Carrières-sous-Poissy, l'étang du Rouillard à Verneuil-sur-Seine, le port de l'Îlon à Guernes, la base de loisirs de Moisson-Mousseaux.

### Climat
Le climat des Yvelines est un climat tempéré, soumis aux influences océaniques vers l'ouest, et continentales vers l'est, atténuées toutefois par le réchauffement dû à l'agglomération parisienne. La température moyenne annuelle est de 10,7 °C (moyenne des trente dernières années). Il n'est pas très humide, avec une moyenne annuelle de précipitations de 600 mm. Les vents dominants de secteur ouest protègent relativement les Yvelines des pics de pollution venant du centre de l'agglomération parisienne. Des épisodes orageux sont assez fréquents en été.
Des variations locales (microclimats) affectent en particulier les versants de la vallée de la Seine exposés au nord ou au sud.

## Les régions naturelles des Yvelines
- Vexin français, quelques communes de la lisière nord du département, au nord de la Seine. Région de plateau vallonné avec des cultures, des prairies et des forêts.
- Mantois (dans son acception la plus large, le Mantois englobe la vallée de la Seine aval, la plaine de Versailles et empiète sur le Vexin français et le Drouais).
- Vallée de la Seine (Mantes-la-Jolie) (Seine-Aval) de Triel à Bonnières. Sur des alluvions peu fertiles. Carrières pour le plâtre et le ciment. Grand axe de communication vers Rouen et Le Havre ; 2 lignes de chemin de fer, l'autoroute de Normandie (A13) doublant la RN 13 et de nombreuses conduites (gazoducs et oléoducs). Vallée très industrialisée (Les Mureaux, Flins-sur-Seine) et très urbanisée de Conflans-Sainte-Honorine à Mantes-la-Jolie.
- Vallée de la Seine (Saint-Germain-en-Laye) (Seine-Amont), de Chatou à Poissy, très urbanisée, et industrialisée (Peugeot à Poissy) appelée aussi « Ceinture de Paris » quelques reliques des cultures maraîchères (Montesson, Achères) et fruitières (Chambourcy-Orgeval) et les 3 500 hectares de la forêt de Saint-Germain-en-Laye entourés de communes très résidentielles.
- Plaine de Versailles, englobe l'agglomération de Versailles et les vallées de la Mauldre et du ru de Gally ainsi que de la Vaucouleurs, jusqu'aux confins du Drouais. Agriculture sur les plateaux limoneux, surmontés de buttes de sable et de grès portant les forêts de Marly, des Alluets. Dans les nombreuses vallées alluviales cultures fruitières et maraîchères. Très nombreuses résidences secondaires  et lotissements résidentiels.
- Drouais, lisière ouest du département autour de Bréval et Houdan.
- Yveline, sur un plateau calcaire non recouvert de limon, englobe les 30 000 hectares du massif forestier de Rambouillet et les communes avoisinantes.
- Beauce, concerne quelques communes de la pointe sud du département autour d'Ablis, c'est le domaine de la grande culture céréalière.
- Hurepoix, concerne quelques communes de la lisière sud-est du département autour de Saint-Arnoult-en-Yvelines, très accidenté par de nombreuses vallées, avec des cultures et des forêts.

## Géographie humaine

### Une occupation humaine contrastée
À l'est, autour de Versailles, et au nord, le long de la Seine, les Yvelines sont très fortement urbanisées et industrialisées, et se rattachent à l'agglomération parisienne. Le reste du département a conservé un caractère rural et agricole. Les Yvelines possèdent de vastes massifs boisés, dont le plus important est la forêt de Rambouillet.
Deux parcs naturels régionaux se trouvent entièrement ou partiellement dans les Yvelines : le parc naturel régional de la Haute Vallée de Chevreuse (21 300 ha) et une partie du parc naturel régional du Vexin français (11 984 ha, soit 18,2 % de la superficie totale du parc).

### Les forêts

Forêts des Yvelines.

Les forêts des Yvelines couvrent 78 270 hectares (2005), soit 33,9 % des espaces agricoles et naturels et 27,1 % de la superficie totale. Ce taux de boisement, proche du taux national, 28,2 %, en fait le département le plus boisé de l'Île-de-France.
Les forêts domaniales, anciens domaines de chasse royaux, aujourd'hui propriétés de l'État, parmi lesquelles les plus grandes sont les forêts de Rambouillet (14550 ha), de Saint-Germain-en-Laye (3352 ha), de Marly (1701 ha) et de Versailles (1052 ha) représentent environ 24 000 hectares. Les forêts régionales comprennent notamment la forêt de Rosny (1221 ha), de Moisson (328 ha) et celle de Verneuil (145 ha). Les forêts départementales, propriétés du conseil général, de plus petite taille, représentent environ 1 300 hectares, dont la plus grande est la forêt de Sainte-Apolline (278 ha).
Les forêts privées sont majoritaires en superficie (environ 50 000 ha) mais sont très morcelées.

### Les régions agricoles
Les Yvelines se caractérisent par l'urbanisation croissante le long de la vallée de la Seine et la campagne très rurale dans la partie Ouest et Sud du département. Au Nord, le Vexin garde un aspect urbain de par sa proximité des villes importantes proches (Mantes-la-Jolie). Au centre, la plaine de Versailles, fertile, fait place à une agriculture moderne au cœur du pays. À l'Ouest (Houdan-Bréval) et au Sud (Ablis), on retrouve les plaines drouaises et beauceronnes. Elles se caractérisent par leurs vastes étendues céréalières sur des terres extrêmement fertiles. Blé, colza et betteraves règnent sur ce plateau limoneux et argilo-calcaire. Les limites de ces régions sont imprécises et souvent confondues avec le Mantois, grand plateau agricole lui aussi mais plus à l'Ouest du Drouais, se situeraient entre Bréval-Dreux et le canton de Houdan pour le Drouais-Beauce et le canton d'Ablis pour la vraie Beauce yvelinoise. Le Drouais garde un aspect plus boisé voire plus vallonné à certains endroits (vallée de l'Eure), mais reste un océan de blé pour d'autres zones (pays houdanais). On voit les premières éoliennes dans le sud d'Houdan et à Ablis. Au Nord de cette ville, la forêt de Rambouillet fait un espace de transition vers l'Est des Yvelines, très urbanisé et peu rural. Au Nord, le Mantois longe la vallée de la Seine et le Drouais pour offrir de grandes horizons céréalières sur des terres toujours fertiles. Le Mantois et le Drouais-Beauce sont les principaux acteurs agricoles des Yvelines et utilisent une agriculture moderne et productiviste. De nombreux systèmes d'irrigation sont installés, les corps de ferme carrés s'agrandissent et le matériel agricole est de plus en plus grand. Même si le Vexin, indépendant de ces régions étroitement liées, profite lui aussi de ces techniques productivistes. La plaine de Versailles, isolée et riche, est elle aussi équipée de ces systèmes.

### Principales villes
- Préfecture et sous-préfectures : Versailles, Saint-Germain-en-Laye, Mantes-la-Jolie, Rambouillet
- Autres villes importantes : Sartrouville, Poissy, Les Mureaux, Houilles, Conflans-Sainte-Honorine, Plaisir, Élancourt, Guyancourt, Montigny-le-Bretonneux, Trappes.

### Axes de communication
Les grands axes de communication sont fortement polarisés sur Paris et soulignent le caractère récent du découpage départemental. On note leur orientation principalement est-ouest et l'absence d'axe nord-sud unifiant le territoire départemental.
La vallée de la Seine, au nord du département concentre les principaux moyens de communication : la Seine canalisée, l'autoroute A13 (gratuite jusqu'à Mantes-la-Jolie), l'autoroute A14 (à péage) qui la rejoint à Orgeval, les deux lignes ferroviaires Paris-Saint-Lazare-Mantes-la-Jolie de part et d'autre de la Seine.
Le réseau d'oléoducs LHP (Le Havre-Paris), exploité par Trapil, suit le cours de la Seine et dessert notamment le site de Gargenville, d'où se détache une conduite à destination d'Orléans.
La préfecture, Versailles, est au centre d'un nœud de communications à la fois routières et ferroviaires. Côté routes, on note les routes nationales no 10 et 12, les autoroutes A13, A12 (dont le prolongement vers le sud est en cours d'études) et l'A86. Côté ferroviaire, Versailles est reliée à Paris par trois lignes distinctes, ainsi qu'aux sous-préfectures de Rambouillet et Mantes-la-Jolie grâce au réseau Transilien, depuis juillet 2022 la liaison vers Saint-Germain-en-Laye est effectuée par la ligne T13, en reprenant le chemin de la grande ceinture ouest depuis la gare de Saint-Cyr.
L'est du département, le plus urbanisé, est aussi le mieux desservi par le réseau de transport en commun de l'Île-de-France. À noter en particulier les branches du RER A aboutissant à Poissy et Saint-Germain-en-Laye, et du RER C à Versailles. La ligne 6 du tramway d'Île-de-France aboutissant à Viroflay.
La pointe sud du département, aux confins de la Beauce est traversée par les autoroutes A10 et A11 et accueille dans le territoire de la commune de Saint-Arnoult-en-Yvelines l'une des plus importantes gares de péage de France.